# Parafia św. Mikołaja w Pnikucie
Parafia św. Mikołaja w Pnikucie − parafia rzymskokatolicka znajdująca się w archidiecezji lwowskiej w dekanacie Mościska.

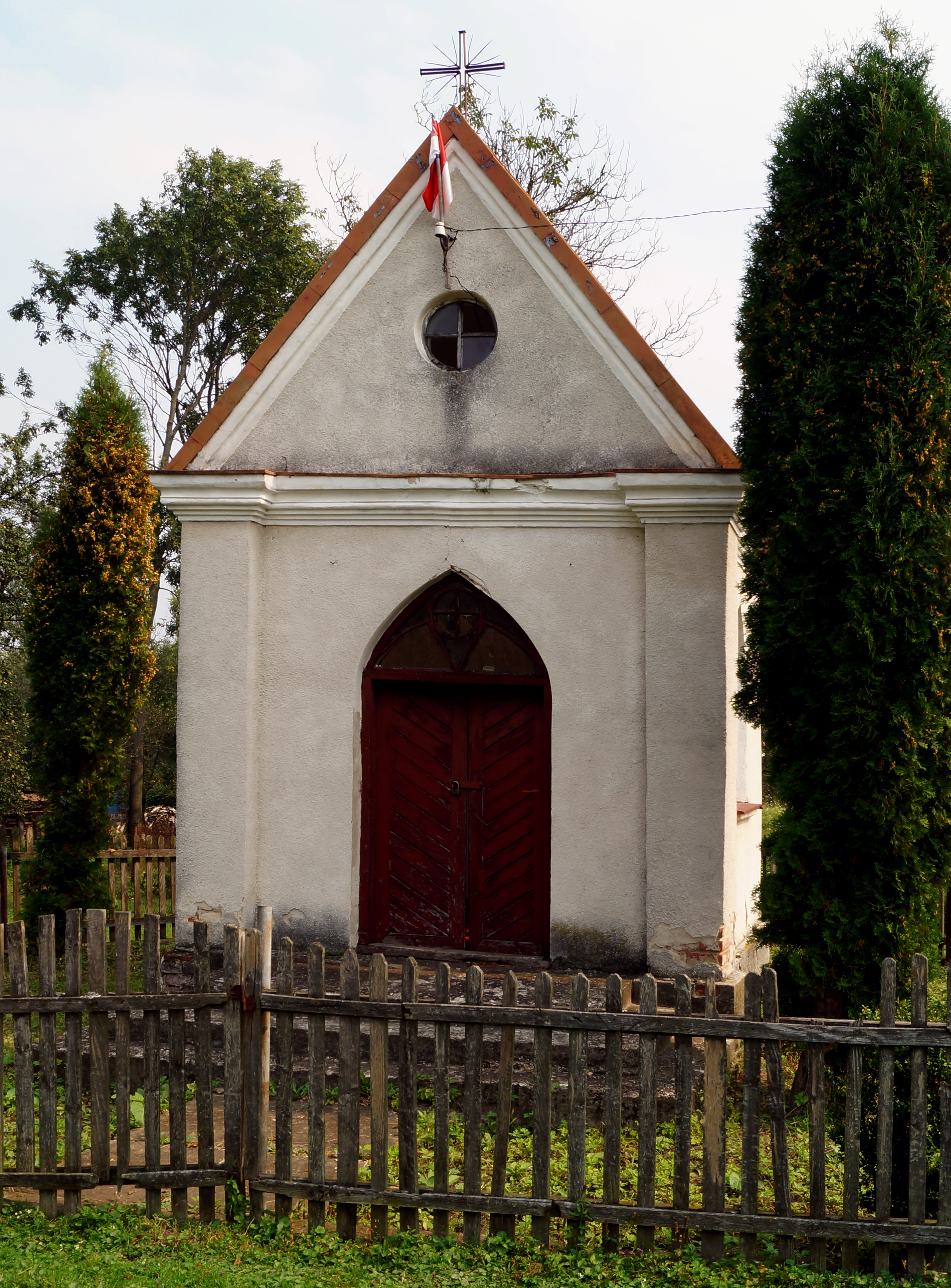
Kapliczna na miejscu starego kościoła